# 11 Dywizja Kawalerii Pancernej

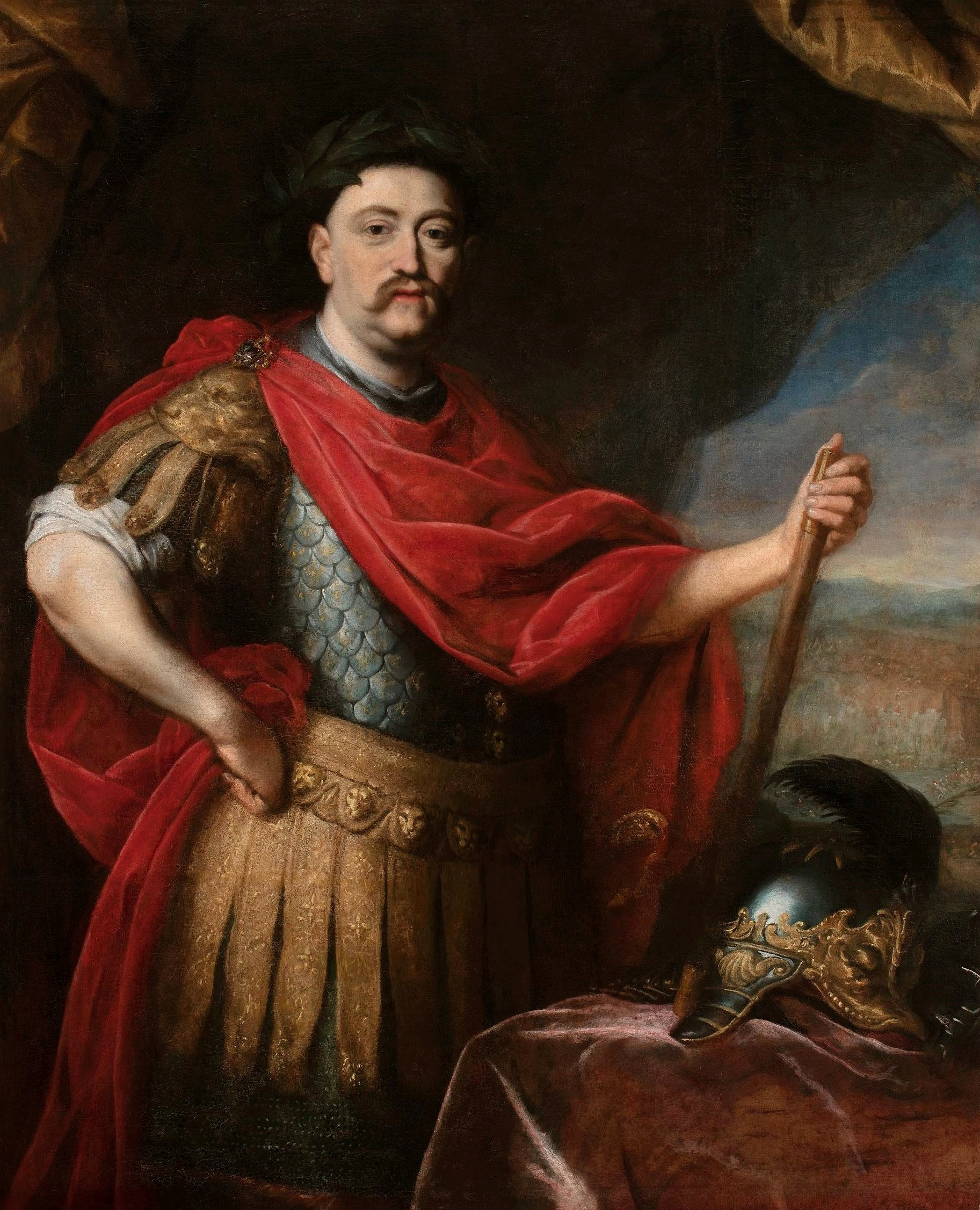
Jan III Sobieski – patron 11 DKPanc

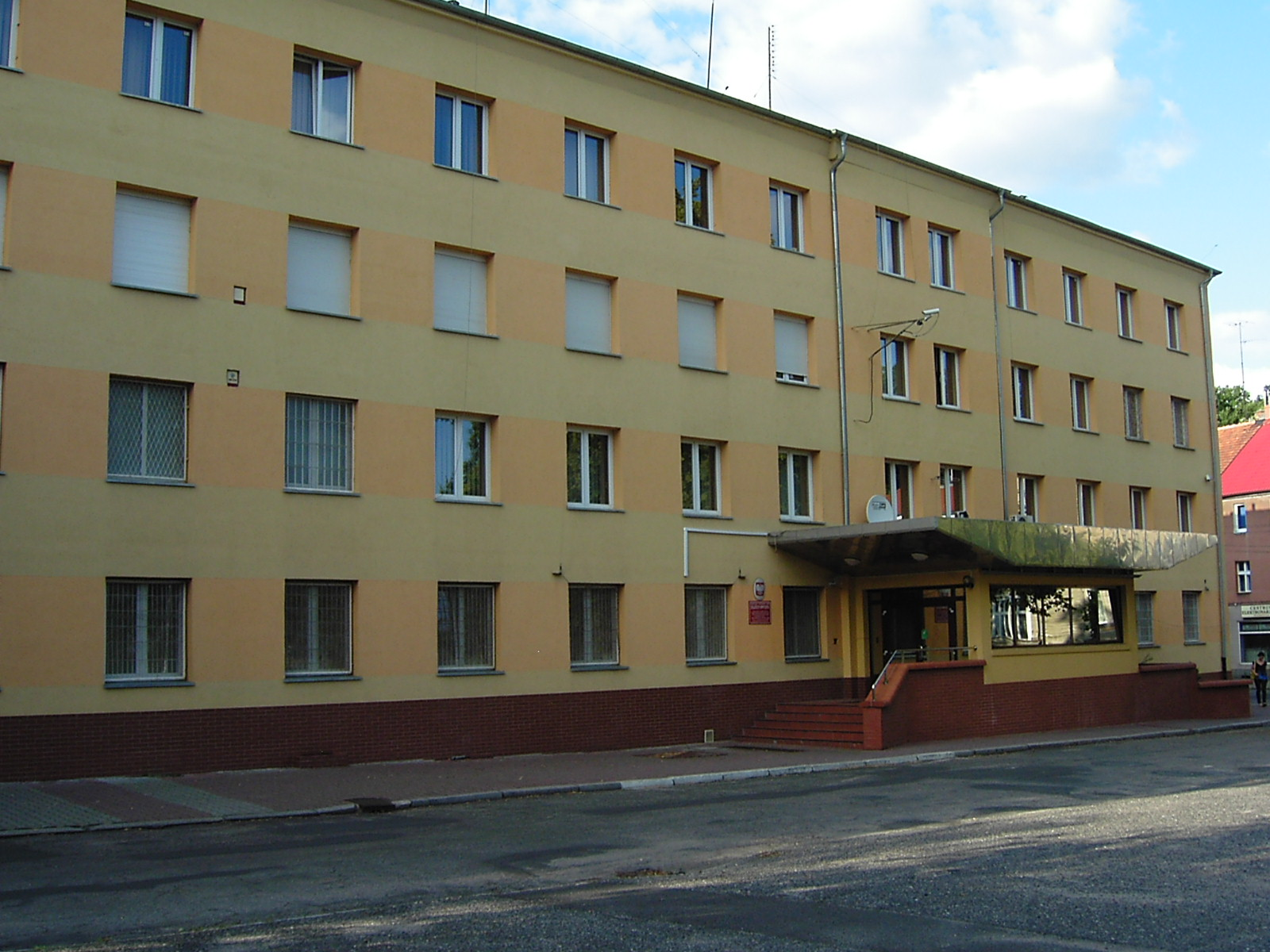
Budynek sztabu dywizji

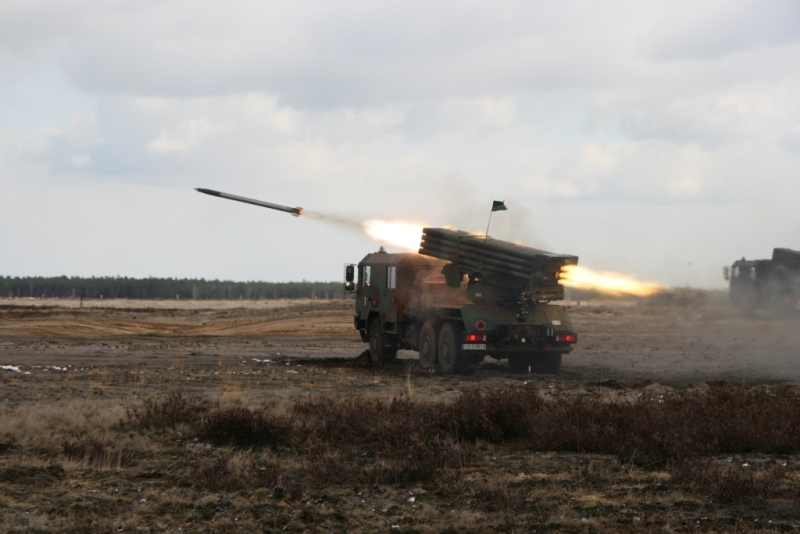
Strzelanie poligonowe

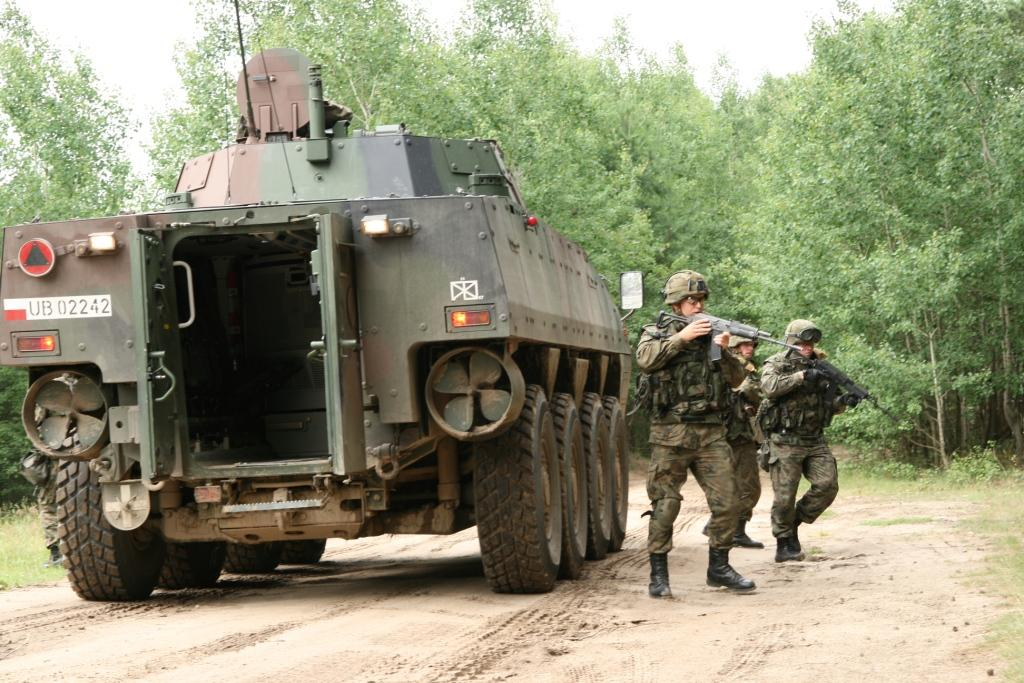
Ćwiczenia dywizji

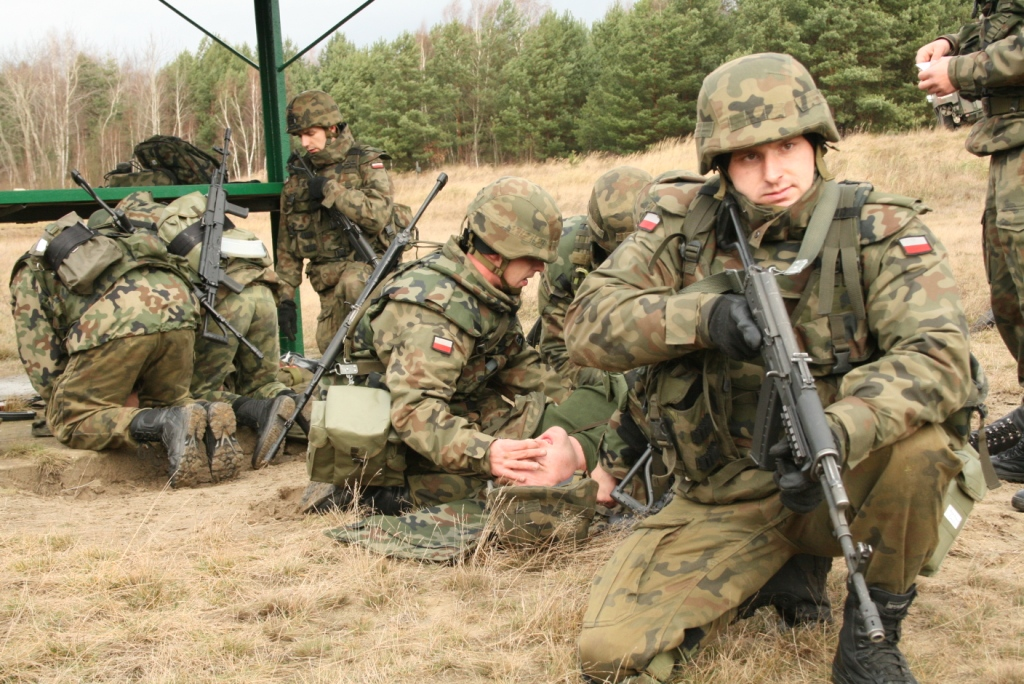
Żołnierze na poligonie

11 Lubuska Dywizja Kawalerii Pancernej im. Króla Jana III Sobieskiego (11 DKPanc) – związek taktyczny Wojska Polskiego, którego dowództwo stacjonuje w Żaganiu.

## Historia dywizji
11 Lubuska Dywizja Kawalerii Pancernej wywodzi się w prostej linii od sformowanej w marcu i kwietniu 1945, w rejonie Łodzi 11 Dywizji Piechoty.
W marcu 1949 na bazie 11 Dywizji Piechoty, 6 Pułku Czołgów i 25 Pułku Artylerii Pancernej sformowana została 11 Zmotoryzowana Dywizja Piechoty. Dywizja weszła w skład 2 Korpusu Pancernego.
W 1950 dywizja przeformowana została w 11 Dywizję Zmechanizowaną.
4 września 1956 ukazał się rozkaz Ministra Obrony Narodowej o rozformowaniu 2 KPanc. i podporządkowaniu 11 DZ dowódcy Śląskiego Okręgu Wojskowego. Latem 1957 przeprowadzona została reorganizacja dywizji, a w kwietniu 1963 przeformowano ją w 11 Dywizję Pancerną.
W 1990 dywizja przeformowana została w 11 Dywizję Zmechanizowaną. We wrześniu 1991 dywizja utraciła nazwę wyróżniającą „Drezdeńska”.
13 lipca 1992 dywizja otrzymała nową nazwę wyróżniającą „Kawalerii Pancernej” oraz przyjęła dziedzictwo tradycji następujących wielkich jednostek pancernych:
10 Brygada Kawalerii 1937–1939,
10 Brygada Kawalerii Pancernej 1939–1942,
1 Dywizja Pancerna 1942-1947.
W tym czasie jej pełna nazwa brzmiała – 11 Dywizja Zmechanizowana Kawalerii Pancernej im. Jana III Sobieskiego.
11 września 1992 z nazwy dywizji wykreślono wyraz „Zmechanizowana” oraz dodano wyraz „Króla”. Od tego dnia pełna nazwa dywizji brzmiała – 11 Dywizja Kawalerii Pancernej im. Króla Jana III Sobieskiego.
1 grudnia 1992 16 Batalion Saperów w Żarach przemianowany został na 11 Batalion Saperów. 5 października 2001 dywizja została podporządkowana dowódcy 2 Korpusu Zmechanizowanego, a 25 marca 2004 dowódcy Wojsk Lądowych.
1 września 2003 dywizja otrzymała kolejną nazwę wyróżniającą „Lubuska”. Po rozformowaniu 4 DZ i 5 DZ pozostała jedynym związkiem taktycznym Wojsk Lądowych stacjonującym na terenie woj. lubuskiego (w Skwierzynie stacjonuje 61 Skwierzyńska Brygada Rakietowa Obrony Powietrznej).
W 2006 ze struktury dywizji wyłączono 4 Zielonogórski Pułk Przeciwlotniczy w m. Czerwieńsk. W jego miejsce dowódcy 11 DKPanc. podporządkowano 69 Pułk Przeciwlotniczy z Leszna.
Z dniem 30 czerwca 2007 rozformowano stacjonującą w garnizonie Wędrzyn 15 Wielkopolską Brygadę Kawalerii Pancernej im. gen. broni Władysława Andersa.
W grudniu 2010 r. Rada Powiatu Zgorzeleckiego nadała jednostce Odznakę honorową „Zasłużony dla Powiatu Zgorzeleckiego”.
W 2017 r. dwa bataliony czołgów Leopard z 11DKP przeniesiono z garnizonu  Żagań do garnizonu Wesoła, natomiast stan osobowy został bez zmian. W zamian 11DKP otrzymała czołgi T72. Decyzja została skrytykowana m.in. przez byłego dowódcę 11DKP, gen. Waldemara Skrzypczaka jako rozbijanie jednostki i niszczenie jej potencjału odstraszania.
Święto dywizji obchodzone jest 12 września.

Insygnia
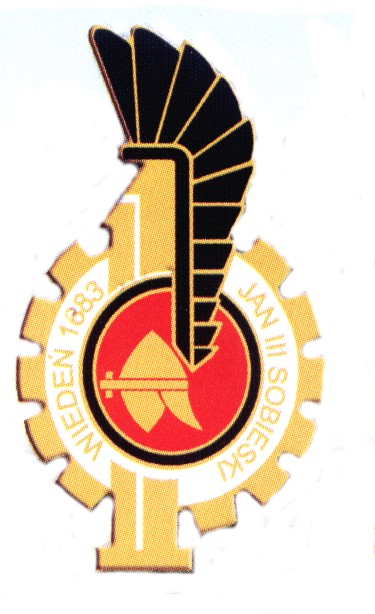
Odznaka pamiątkowa
Oznaka rozpoznawcza (do czerwca 2020)
Oznaka rozpoznawcza (od lipca 2020)
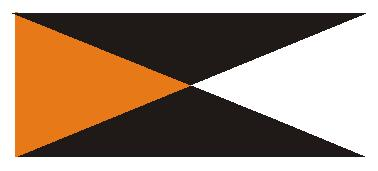
Proporczyk na beret

## Struktura organizacyjna dywizji (stan na dzień 1 grudnia 2007)
- Dowództwo 11 Lubuskiej Dywizji Kawalerii Pancernej im. Króla Jana III Sobieskiego w Żaganiu
- 10 Brygada Kawalerii Pancernej im. gen. broni Stanisława Maczka w Świętoszowie
  - 1 batalion czołgów
  - 24 batalion ułanów im. hetmana wielkiego koronnego Stanisława Żółkiewskiego (2 batalion czołgów)
  - 10 batalion dragonów (batalion zmechanizowany)
  - 16 dywizjon artylerii samobieżnej
- 34 Brygada Kawalerii Pancernej im. htm. wielkiego koronnego Jana Zamoyskiego w Żaganiu
  - 1 brabancki batalion czołgów
  - 2 flandryjski batalion czołgów
  - batalion zmechanizowany
  - drezdeński dywizjon artylerii samobieżnej
- 17 Wielkopolska Brygada Zmechanizowana im. gen. broni Józefa Dowbor-Muśnickiego w Międzyrzeczu
  - 1 batalion piechoty zmotoryzowanej Ziemi Rzeszowskiej im. płk dypl. Beniamina Piotra Kotarby w Międzyrzeczu
  - 7 batalion Strzelców Konnych Wielkopolskich w Wędrzynie (2 batalion piechoty zmotoryzowanej)
  - 15 batalion Ułanów Poznańskich im. gen. broni Władysława Andersa w Wędrzynie (batalion czołgów, w 2007 przeformowany w 3 batalion zmechanizowany)
  - 7 dywizjon Artylerii Konnej Wielkopolskiej w Wędrzynie (dywizjon artylerii samobieżnej)
- 4 Zielonogórski Pułk Przeciwlotniczy w Czerwieńsku (w strukturach dywizji do 2005 i ponownie od 2007)
- 5 Lubuski Pułk Artylerii w Sulechowie
- 69 Leszczyński Pułk Przeciwlotniczy im. gen. dyw. Stefana Roweckiego „Grota” w Lesznie (od 2006)
- 10 Batalion Rozpoznawczy Strzelców Konnych im. gen. bryg. Michała Gutowskiego w Żaganiu (rozformowany do 31 grudnia 2010)
- 5 Kresowy Batalion Saperów w Krośnie Odrzańskim
- 11 Batalion Dowodzenia im. gen. broni Zygmunta Sadowskiego w Żaganiu
- 4 Krośnieński Batalion Zaopatrzenia w Krośnie Odrzańskim
- 11 Batalion Remontowy w Żaganiu
- 11 Batalion Medyczny im. gen. bryg. prof. Mariana Garlickiego w Żaganiu (rozformowany do 31 grudnia 2007)
- 11 Kompania Chemiczna w Żaganiu (w 2010 przeniesiona do 5 bchem)

## Struktura organizacyjna dywizji (stan na dzień 1 stycznia 2011)
- Dowództwo 11 Lubuskiej Dywizji Kawalerii Pancernej im. Króla Jana III Sobieskiego (JW 1588) w Żaganiu
- 10 Brygada Kawalerii Pancernej im. gen. broni Stanisława Maczka (JW 2399) w Świętoszowie
- 34 Brygada Kawalerii Pancernej im. htm. wielkiego koronnego Jana Zamoyskiego (JW 2423) w Żaganiu
- 17 Wielkopolska Brygada Zmechanizowana im. gen. broni Józefa Dowbor-Muśnickiego (JW 5700) w Międzyrzeczu i Wędrzynie
- 4 Zielonogórski Pułk Przeciwlotniczy (JW 1517) w Czerwieńsku
- 5 Lubuski Pułk Artylerii (JW 4408) w Sulechowie
- 69 Leszczyński Pułk Przeciwlotniczy im. gen. dyw. Stefana Roweckiego „Grota” (JW 3477) w Lesznie
- 5 Kresowy Batalion Saperów w Krośnie Odrzańskim (JW 3137)
- 11 Batalion Dowodzenia im. gen. broni Zygmunta Sadowskiego (JW 4071) w Żaganiu
- 4 Krośnieński Batalion Zaopatrzenia (JW 1375) w Krośnie Odrzańskim
- 11 Batalion Remontowy (JW 2649) w Żaganiu

Z dniem 1 stycznia 2011 dotychczasowy Klub Garnizonowy w Żaganiu został wyłączony z podporządkowania dowódcy Śląskiego Okręgu Wojskowego i włączony do etatu Dowództwa 11 DKPanc, jako Klub Dywizyjny w Żaganiu.
28 kwietnia 2011 w Krośnie Odrzańskim dowódca 11 DKPanc, gen. dyw. Mirosław Różański przekazał, a pełniący obowiązki dowódcy 17 BZ, płk Tomasz Domański przyjął w podporządkowanie 5 bsap.
28 czerwca 2011 w Żaganiu dowódca 11 DKPanc, gen. dyw. Mirosław Różański przekazał, a komendant 4 Regionalnej Bazy Logistycznej we Wrocławiu, płk Marian Sękowski przyjął w podporządkowanie pododdziały logistyczne dywizji: 4 bzaop i 11 brem.

## Struktura organizacyjna dywizji (stan na dzień 1 lipca 2011)
- Dowództwo 11 Lubuskiej Dywizji Kawalerii Pancernej im. Króla Jana III Sobieskiego (JW 1588) w Żaganiu
- 10 Brygada Kawalerii Pancernej im. gen. broni Stanisława Maczka (JW 2399) w Świętoszowie
- 34 Brygada Kawalerii Pancernej im. htm. wielkiego koronnego Jana Zamoyskiego (JW 2423) w Żaganiu
- 17 Wielkopolska Brygada Zmechanizowana im. gen. broni Józefa Dowbor-Muśnickiego (JW 5700) w Międzyrzeczu, Wędrzynie i Krośnie Odrzańskim
- 4 Zielonogórski Pułk Przeciwlotniczy (JW 1517) w Czerwieńsku
- 5 Lubuski Pułk Artylerii (JW 4408) w Sulechowie
- 69 Leszczyński Pułk Przeciwlotniczy im. gen. dyw. Stefana Roweckiego „Grota” (JW 3477) w Lesznie
- 11 Batalion Dowodzenia im. gen. broni Zygmunta Sadowskiego (JW 4071) w Żaganiu

5 grudnia 2011 w Toruniu, w czasie centralnych uroczystości Święta Wojsk Rakietowych i Artylerii, dowódca 11 DKPanc, gen. bryg. Janusz Adamczak przekazał, a dowódca Wojsk Lądowych, gen. broni Zbigniew Głowienka przyjął w bezpośrednie podporządkowanie 5 Lubuski Pułk Artylerii. Zmiana podporządkowania 5 pa weszła w życie z dniem 1 stycznia 2012.
15 grudnia 2011 w Czerwieńsku dowódca 11 DKPanc, gen. bryg. Janusz Adamczak przekazał, a zastępca szefa szkolenia Wojsk Lądowych, gen. bryg. Grzegorz Duda przyjął w podporządkowanie dowódcy Wojsk Lądowych 4 Zielonogórski Pułk Przeciwlotniczy. Tego samego dnia w Lesznie odbyła się ceremonia pożegnania sztandaru 69 Leszczyńskiego Pułku Przeciwlotniczego, który został rozformowany do 31 grudnia 2011.

## Struktura organizacyjna dywizji (stan na dzień 1 stycznia 2012)
- Dowództwo 11 Lubuskiej Dywizji Kawalerii Pancernej im. Króla Jana III Sobieskiego (JW 1588) w Żaganiu
- 10 Brygada Kawalerii Pancernej im. gen. broni Stanisława Maczka (JW 2399) w Świętoszowie
- 34 Brygada Kawalerii Pancernej im. htm. wielkiego koronnego Jana Zamoyskiego (JW 2423) w Żaganiu
- 17 Wielkopolska Brygada Zmechanizowana im. gen. broni Józefa Dowbor-Muśnickiego (JW 5700) w Międzyrzeczu, Wędrzynie i Krośnie Odrzańskim
- 11 Batalion Dowodzenia im. gen. broni Zygmunta Sadowskiego (JW 4071) w Żaganiu

17 października 2013 roku w Komendzie Ośrodka Szkolenia Poligonowego Wojsk Lądowych Orzysz w Bemowie Piskim, w trakcie odprawy rozliczeniowo-zadaniowej z kierowniczą kadrą Wojsk Lądowych generał broni Zbigniew Głowienka przekazał w podporządkowanie dowódcy 11 Lubuskiej Dywizji Kawalerii Pancernej: 4 Zielonogórski Pułk Przeciwlotniczy pod dowództwem pułkownika Mirosława Szweda i 23 Śląski Pułk Artylerii pod dowództwem pułkownika dyplomowanego Andrzeja Lorenca.

## Struktura organizacyjna dywizji (stan na dzień 18 października 2013)
- Dowództwo 11 Lubuskiej Dywizji Kawalerii Pancernej im. Króla Jana III Sobieskiego (JW 1588) w Żaganiu
- 10 Brygada Kawalerii Pancernej im. gen. broni Stanisława Maczka (JW 2399) w Świętoszowie
- 34 Brygada Kawalerii Pancernej im. htm. wielkiego koronnego Jana Zamoyskiego (JW 2423) w Żaganiu
- 17 Wielkopolska Brygada Zmechanizowana im. gen. broni Józefa Dowbor-Muśnickiego (JW 5700) w Międzyrzeczu, Wędrzynie i Krośnie Odrzańskim
- 23 Śląski Pułk Artylerii im. gen. broni Tadeusza Jordana-Rozwadowskiego (JW 1145) w Bolesławcu
- 4 Zielonogórski Pułk Przeciwlotniczy im. gen. dyw. Stefana Roweckiego „Grota” (JW 1517) w Czerwieńsku i Lesznie
- 11 Batalion Dowodzenia im. gen. broni Zygmunta Sadowskiego (JW 4071) w Żaganiu

## Struktura organizacyjna dywizji (stan na dzień 11 listopada 2022)
- Dowództwo 11 Lubuskiej Dywizji Kawalerii Pancernej im. Króla Jana III Sobieskiego (JW 1588) w Żaganiu
- 10 Brygada Kawalerii Pancernej im. gen. broni Stanisława Maczka (JW 2399) w Świętoszowie
- 34 Brygada Kawalerii Pancernej im. htm. wielkiego koronnego Jana Zamoyskiego (JW 2423) w Żaganiu
- 17 Wielkopolska Brygada Zmechanizowana im. gen. broni Józefa Dowbor-Muśnickiego (JW 5700) w Międzyrzeczu, Wędrzynie i Krośnie Odrzańskim
- 23 Śląski Pułk Artylerii im. gen. broni Tadeusza Jordana-Rozwadowskiego (JW 1145) w Bolesławcu
- 4 Zielonogórski Pułk Przeciwlotniczy im. gen. dyw. Stefana Roweckiego „Grota” (JW 1517) w Czerwieńsku i Lesznie
- 11 Batalion Dowodzenia im. gen. broni Zygmunta Sadowskiego (JW 4071) w Żaganiu
- 11 Batalion Remontowy (JW 2649) w Żaganiu

## Wykaz jednostek 11 Dywizji w latach 1944–2007

Oznaka rozpoznawcza 11 DKPanc do 30 VI 2020.

- Dowództwo 11 Dywizji w Lubsku (1945), Żarach (1945–1950) i Żaganiu (od 1950)
- 11 Brygada Zmechanizowana im. Hetmana Stanisława Żółkiewskiego w Żarach (1995–2001)
- 15 Wielkopolska Brygada Kawalerii Pancernej w Wędrzynie – do 30 czerwca 2007
- 3 Drezdeński Pułk Czołgów Średnich w Żaganiu
- 8 Drezdeński Pułk Czołgów Średnich w Żaganiu
- 29 Pułk Czołgów Średnich im. płk Aleksandra Kowalskiego w Żaganiu
- 42 Pułk Piechoty w Żarach (1945–1952)
- 42 Pułk Zmechanizowany w Żarach (1952–1995)
- 10 Dywizjon Artylerii Rakietowej w Żarach (1952–1963)
- 10 Dywizjon Artylerii w Żarach (1963–1992)
- 43 Dywizjon Artylerii Rakietowej w Żarach (1969–1990)
- 89 Pułk Zmechanizowany w Żaganiu (1992–1995)
- 99 Pułk Zmechanizowany w Żaganiu (1990–1992)
- 17 Pułk Moździerzy w Żaganiu (1949–1955)
- 20 Pułk Artylerii Przeciwpancernej w Żarach (1993–2001)
- 33 Pułk Artylerii w Żarach (1969–1995)
- 11 Pułk Artylerii im. gen. dyw. Stanisława Kopańskiego w Żarach (1995–2001)
- 19 Dywizjon Artylerii Przeciwlotniczej w Zgorzelcu (1957–1967 → 111 paplot)
- 111 Pułk Artylerii Przeciwlotniczej w Zgorzelcu (1967–1981)
- 66 Pułk Artylerii Przeciwlotniczej w Bolesławcu (1981–1992 → 11 paplot)
- 11 Bolesławiecki Pułk Artylerii Przeciwlotniczej w Bolesławcu (1992–1994)
- Pluton Dowództwa Artylerii Dywizji w Żaganiu (1955–1957)
- 17 Bateria Dowodzenia Szefa Artylerii Dywizji w Żaganiu/Żarach (1962–1995)
- 8 Samodzielna Kompania Obrony Przeciwchemicznej (X-XI 1944)
- 14 Samodzielna Kompania Obrony Przeciwchemicznej (III-XI 1945)
- 17 Kompania Obrony Przeciwchemicznej w Żaganiu (1955–1959) i Zgorzelcu (1959–1968)
- 17 Kompania Chemiczna w Zgorzelcu (1968–1981) i Żaganiu (1981–1995)
- 11 Kompania Chemiczna w Żaganiu (2001–2010)
- Polowa Kasa Banku Państwowego Nr 1888 (IX-XI 1944)
- Polowa Kasa Banku Państwowego Nr 2125 (III-XI 1945)
- Kasa Polowa Narodowego Banku Polskiego Nr 35 (sformowana w 1963 r.)

## Odznaka pamiątkowa

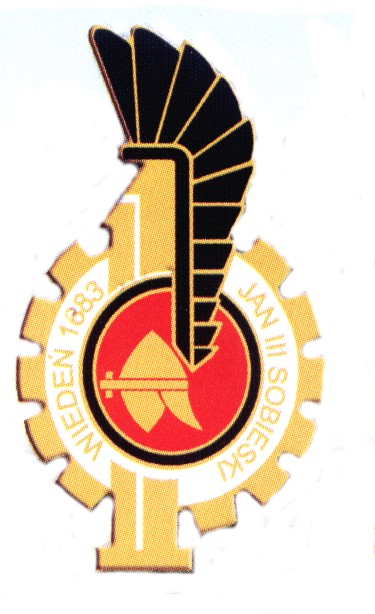
Odznaka pamiątkowa

Odznaka o kształcie koła zębatego, z którego do góry wznosi się skrzydło husarskie, a w dole podstawa stylizowanej liczby 11. Na białym pierścieniu koła napis WIEDEŃ 1683 – JAN III SOBIESKI. Na koło zębate i liczbę 11 nałożono odznakę l Dywizji Pancernej gen. Stanisława Maczka w postaci czarnego skrzydła husarskiego oraz złotego hełmu umieszczonego w okrągłej tarczy z tłem lakierowanym na pomarańczowo. Pierścień zębaty odznaki, obrysy skrzydła husarskiego i napisy w kolorze klasy odznaki.
Odznaka o wymiarach 49x29 mm, zaprojektowana przez Zygmunta Sadowskiego, wykonana została w pracowni grawerskiej Ryszarda Welgryna w Częstochowie. Pierwsze odznaki wręczono 11 stycznia 1990.

## Żołnierze dywizji
Dowódcy dywizji :
- płk Józef Sielecki (1948–1950)
- płk Wiktor Jerszow (1950–1953)
- gen. bryg. Sergiusz Siwicki (1953–1954)
- płk dypl. Adolf Humeniuk (1954–1956)
- płk dypl. Marian Doliński (1956–1959)
- gen. bryg. Mieczysław Mazur (1959–1962)
- gen. bryg. Zbigniew Zieleniewski (1962–1967)
- płk Wiesław Kociołek (1967–1968)
- gen. bryg. Witold Wereszczyński (1968–1973)
- gen. bryg. Józef Użycki (1973–1976)
- gen. bryg. Bolesław Matusz (1976–1984)
- płk dypl. Janusz Ornatowski (1984–1987)
- płk dypl. Adam Rębacz (1987–1988)
- płk dypl. Zygmunt Sadowski (1988–1990)
- gen. bryg. Adam Rębacz (1990–1992)
- płk dypl. Aleksander Bortnowski (1992–1993)
- p.o. płk dypl. Zbigniew Szura (1993–1994)
- gen. bryg. Aleksander Bortnowski (1994–1998)
- gen. bryg. Zdzisław Goral (1998–2000)
- gen. bryg. Stanisław Nowakowicz (2000–2003)
- gen. dyw. Waldemar Skrzypczak (2003–2006)
- gen. dyw. Paweł Lamla (2006–2009)
- gen. dyw. Mirosław Różański (2009–2011)
- gen. dyw. Janusz Adamczak (17 XI 2011–17 II 2014)[9]
- gen. dyw. Jarosław Mika (17 lutego 2014–7 lutego 2017)[10]
- gen. dyw. Stanisław Czosnek (7 lutego 2017–20 marca 2020)
- gen. dyw. Dariusz Parylak (20 marca 2020–01.10.2020)[11][12][13]

- gen. dyw. Piotr Trytek (01.10.2020–29.09.2023)[13][12]
- gen. dyw. Piotr Fajkowski (29.09.2023–)[14]